# Сарадж, Абдель Хамид
Абдель Хамид ас-Сарадж (араб. عبد الحميد السراج‎, Абд аль-Хамид ас-Сарадж; 1925, Хама — 22 сентября 2013) — сирийский государственный деятель, председатель Исполнительного совета Северной территории Объединённой Арабской Республики (премьер-министр Сирии) с 20 сентября 1960 по 16 августа 1961 года.

## Биография

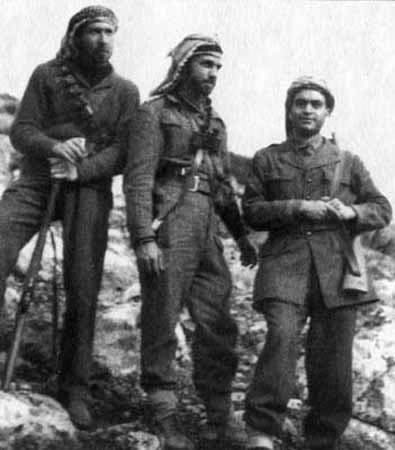
Абдель Хамид Сарадж (в центре) во время Арабо-израильской войны, 1948 год.

После учёбы в военной академии в Хомсе он продолжил учёбу в Париже. В 1948 году убеждённый националист принял участие в Арабо-израильской войне.
В 1955 году был назначен начальником разведки Сирии. Во время союза Сирии с Египтом сторонники Насера занял руководящие посты. С Абделем Хакимом Амером, министром обороны Объединённой Арабской Республики и личным представителем президента ОАР в Сирийском районе, его связала взаимная антипатия. Когда тот уволил одного из его сотрудников, Сарадж подал в отставку. Насер заменил Амера Махмудом Риадом, и Сарадж вернулся на свой пост. Когда он второй раз подал в отставку 26 сентября, Насер принял отставку и заменил Сараджа Амером.
Двое суток спустя в Дамаске случился путч, и Объединенная Арабская Республика распалась, а Сирия стала независимой. Сарадж был арестован и заключён в тюрьме в Дамаске. Ему удалось сбежать, и он скрылся сперва в Ливане, а после покушения на него, которое в 1964 году организовалв Сирийская социалиьная националистическая партия, — в Египте, где он помирился с Насером. 